# 三羟甲基膦
三羟甲基膦是一种有机磷化合物，化学式为P(CH2OH)3，是一种叔膦。它是白色固体，可由四羟甲基氯化𬭸和强碱反应得到：
[P(CH2OH)4]Cl + NaOH → P(CH2OH)3 + H2O + H2C=O + NaCl
批量合成可用三乙胺为碱和溶剂。

## 反应
三羟甲基膦可以和很多金属形成配合物，它们在水中有一定溶解度，在甲醇中更容易溶解。它在蒸馏时剧烈分解，生成膦和甲醛。它也可以被空气氧化为氧化物。
它和六甲基四胺加热，可以得到三氮杂磷杂金刚烷。